# 18 Essential Songs
Albums de Janis Joplin
Janis
(1993) This Is Janis
(1995)
18 Essential Songs est une compilation de Janis Joplin parue le 24 janvier 1995 sur le label Columbia Records.

## Historique
Cette compilation est sorti pour marquer la 25e année passée depuis le dernier enregistrement de Janis Joplin. Les titres sont partiellement tirés de l'album triple Janis et ont été numériquement remixés par Vic Anesini aux Studios Sony Music de New York.
L'album comprend des titres rares notamment Trouble In Mind qui fut enregistré à San Francisco aux alentours de 1965 bien avant que Janis soit connue. La prise de cette chanson se fit dans le salon de Jorma Kaukonen (futur Jefferson Airplane), ce dernier joue de la guitare et Janis chante. Quelqu'un est en train de taper à la machine dans la même pièce et cela s'entend sur l'enregistrement. Il comprend aussi une version de Ball and Chain enregistré en public lors du  Monterey Pop Festival, une version de Summertime inédite enregistrée lors de session pour l'album Cheap Thrills, une de Tell Mama enregistrée avec le Full Tilt Boogie Band lors du Canadian Festival Express et une de Raise Your Hand enregistrée lors du Ed Sullivan Show le 28 juin 1968.
Si l'album ne se classa pas au Billboard 200, il fut néanmoins certifié disque d'or (500 000 exemplaires vendus) aux États-Unis.

## Liste des titres
| No  | Titre                                                                      | Auteur                                        | Date d'enregistrement / Producteur   | Durée |
| --- | -------------------------------------------------------------------------- | --------------------------------------------- | ------------------------------------ | ----- |
| 1.  | Trouble In Mind                                                            | Richard M. Jones                              | 1965 / Jorma Kaukonen                | 2:54  |
| 2.  | Down on Me (de Big Brother and the Holding Company)                        | trad. arr. Joplin                             | déc. 1966 / B. Shad                  | 2:05  |
| 3.  | Bye, Bye Baby (de Big Brother and the Holding Company)                     | Powell Saint John                             | déc. 1966 / B. Shad                  | 2:38  |
| 4.  | Ball and Chain (enregistré en public au Monterey Pop Festival)             | Big Mama Thornton                             | 17-06-1967 / Lou Adler, John Philips | 8:13  |
| 5.  | Piece of my Heart (de Cheap Thrills)                                       | Bert Berns, Jerry Ragovoy, Bert Russell       | 20-03-1968 / John Simon              | 4:23  |
| 6.  | I Need a Man to Love (de Cheap Thrills)                                    | Joplin, Sam Andrew                            | 20-05-1968 / J. Simon                | 4:51  |
| 7.  | Summertime (prise alternative inédite)                                     | George Gershwin, Ira Gershwin, DuBose Heyward | 28-03-1968 / J. Simon                | 4:06  |
| 8.  | Try (Just a Little Bit Harder) (de I Got Dem Ol' Kozmic Blues Again Mama!) | Ragovoy, Chip Taylor                          | 24-06-1969 / Gabriel Mekler          | 3:56  |
| 9.  | One Good Man (de I Got Dem Ol' Kozmic Blues Again Mama!)                   | Joplin                                        | 25-06-1969 / G. Mekler               | 4:09  |
| 10. | Kozmic Blues (de I Got Dem Ol' Kozmic Blues Again mama!)                   | Joplin, Gabriel Mekler                        | 25-06-1969 / G. Mekler               | 4:22  |
| 11. | Raise Your Hand (enregistré en public pendant le The Ed Sullivan Show)     | Steve Cropper, Eddie Floyd, Alvertis Isbell   | 16-03-1969 / Ed Sullivan             | 2:18  |
| 12. | Tell Mama (de Farewell Song)                                               | Clarence Carter, Marcus Daniel, Wilbur Terell | 28 -06-1970 / Elliot Mazer           | 5:47  |
| 13. | Move Over (de Pearl)                                                       | Joplin                                        | 25-09-1970 / Paul A. Rothchild       | 3:40  |
| 14. | Mercedes Benz (de Pearl)                                                   | Joplin, Mike McClure, Bob Neuwirth            | 01-10-1970 / P. A. Rothchild         | 1:46  |
| 15. | Get It While You Can (de Pearl)                                            | Ragovoy, Mort Shuman                          | 24 -09-1970 / P. A. Rothchild        | 3:23  |
| 16. | Half Moon (de Pearl)                                                       | John & Johanna Hall                           | 26-09-1970 / P.A. Rothchild          | 3:52  |
| 17. | Trust Me (de Pearl)                                                        | Bobby Womack                                  | 25-09-1970 / P.A. Rothchild          | 3:15  |
| 18. | Me and Bobby McGee (version alternative inédite)                           | Kris Kristofferson, Fred Foster               | 28-07-1970 / P.A. Rothchild          | 3:58  |

## Musiciens
- Janis Joplin : chant, chœurs, guitare acoustique sur Me and Bobby McGee
- Jorma Kaukonen : guitare sur Trouble In Mind
- Mike Bloomfield : guitare solo sur One Good Man

Big Brother and the Holding Companytitres 2, 3, 4, 5, 6 & 7
- James Gurley : guitares
- Sam Andrew : guitares
- Peter Albin : basse
- Dave Getz : batterie

Kozmic Blues Bandtitres 8, 9, 10 & 11
- Sam Andrew : guitares, chœurs
- Brad Campbell : basse
- Maury Baker : batterie
- Lonnie Castille : batterie
- Ray Markowitz : batterie sur Raise Your Hand
- Richard Kermode : claviers
- Gabriel Mekler : claviers
- Cornelius "Snookie" Flowers : saxophone baryton, chœurs
- Terry Clements : saxophone ténor
- Luis Gasca : trompette

Full Tilt Boogie Bandtitres 12, 13, 15, 16 & 17
- John Till: guitares
- John Pearson : orgue
- Brad Campbell : basse
- Clark Pierson : batterie

avec
- Sandra Crouch : tambourine
- Bobbye Hall : congas, bongos
- Vince Mitchell, Phil Badella, John Cooke : chœurs

## Charts et certifications
| Pays             | Durée du classement | Meilleur classement |
| ---------------- | ------------------- | ------------------- |
| France           | 1 semaine           | 23e                 |
| Nouvelle-Zélande | 9 semaines          | 6e                  |
| Suède            | 1 semaine           | 52e                 |

| Pays       | Certification | Ventes    | Date       |
| ---------- | ------------- | --------- | ---------- |
| États-Unis | Or            | 500 000 + | 12/04/1999 |